# 정재훈 (1938년)
정재훈(鄭在鑂, 1938년 3월 3일 ~ 2011년 8월 30일 )은 경상남도 진주 출생으로 대한민국의 행정공무원이다. 오랫동안 문화재관리국에서 일하면서 문화재1과장을 시작으로 두루 요직을 거쳤다. 2007년 4월 25일 2년을 임기로 문화재경관분과위원장에 선출됐다. 한국전통문화대학교 석좌교수로 후진을 양성하다 2011년 8월 30일 별세하였다.

## 학력
- 진주사범학교
- 단국대학교 상학 학사
- 한양대학교환경과학대학원 조경학 석사

## 경력
- 2007년 4월 25일 문화재경관분과위원장(2년 임기)
- 2005년 ~ 2011년 문화재청 국보지정분과 문화재위원
- 2000년 ~ 2011년 한국전통문화학교 전통조경학과 석좌교수
- 1999년 문화관광부 문화재위원회 제3분과(사적) 위원(재위촉)
- 1998년 ~ 2000년  동국대 문화예술대학원 겸임교수
- 1997년 ~ 1999년  문화체육부 문화재위원회 제3분과(사적) 위원
- 1996년 ~ 2000년  한국문화재보호재단 발굴조사사업단 단장
- 1996년  국립중앙박물관 사무국장
- 1995년 ~ 1996년  국립중앙박물관 건립사무국 국장
- 1993년 ~ 1995년  문화체육부 국립중앙박물관 건립자문위원회 위원
- 1993년 ~ 1994년  문화체육부 생활문화국 국장
- 1986년 ~ 1993년  문공부 문화재관리국 국장
- 1984년 ~ 1997년  문화재 전문위원
- 1983년 ~ 1986년  문공부 문화재관리국 문화재기획관
- 1981년 ~ 1982년  한양대 강사
- 1981년 ~ 1982년  문공부 문화재관리국 문화재2과 과장
- 1980년 ~ 1981년  문공부 문화재관리국 문화재3과 과장
- 1979년 ~ 1980년  문공부 해외공보관 문화지원과 과장
- 1978년 ~ 1979년  국립중앙박물관 보급과 과장
- 1975년 ~ 1986년  한국미술사학회 회원
- 1975년 ~ 1981년  국제관광공사 훈련원 강사
- 1975년 ~ 1978년  문공부 문화재관리국 문화재1과장
- 1973년 ~ 1986년  조경학회 상임이사
- 1973년 ~ 1975년  경주사적관리사무소 소장

## 수상
- 2005년  보관문화훈장(문화유산 보호 공로)
- 1992년  홍조근정훈장
- 1983년  근정포장
- 1975년  대통령표창(경주발굴사업)

## 저서
- 2000년  나의 길, 나의 인생(약식회고록)
- 2000년  소쇄원
- 1997년  선덕여왕(시)(문예대상작품)
- 1996년  전통의 원
- 1990년  북한의 문화유산 I, II
- 1990년  보길도 부용동 원림
- 1990년  한국의 옛조경
- 1990년  아름다운 정원
- 1990년  안압지 조경학적 고찰
- 1990년  한국의 미-14궁실.민가 한국건축에 있어서의 조원
- 1990년  백제문화의 유적과 유물